# Caraúbas (Rio Grande do Norte)
Pour les articles homonymes, voir Caraúbas.
Caraúbas est une municipalité brésilienne située dans l'État du Rio Grande do Norte.